# Chenereilles (Haute-Loire)
Chenereilles ist eine französische Gemeinde mit 291 Einwohnern (Stand: 1. Januar 2022) im Département Haute-Loire in der Region Auvergne-Rhône-Alpes. Die Gemeinde gehört zum Arrondissement Yssingeaux und zum Kanton Boutières. Die Einwohner werden Chenereillois genannt.

## Geografie
Chenereilles liegt etwa 30 Kilometer ostnordöstlich von Le Puy-en-Velay am Lignon du Velay, der die Gemeinde im Norden begrenzt. Umgeben wird Chenereilles von den Nachbargemeinden Lapte im Norden, Tence im Osten und Südosten sowie Saint-Jeures im Süden und Westen.

## Bevölkerungsentwicklung
| Jahr                       | 1962 | 1968 | 1975 | 1982 | 1990 | 1999 | 2006 | 2017 |
| Einwohner                  | 364  | 298  | 231  | 220  | 217  | 242  | 280  | 325  |
| Quellen: Cassini und INSEE |      |      |      |      |      |      |      |      |

## Sehenswürdigkeiten
- Burg La Borie aus dem 15./16. Jahrhundert, Monument historique seit 1972